# Spaving
Spaving er en markedsføringsstrategi, hvor forbrugere bliver opfordret til at bruge penge for at få muligheden for at spare penge. Udbredte spaving-taktikker inkluderer rabatter, udsalg og kampagner med gratis levering ved køb af et minimumsbeløb og køb én og få en gratis. Ordet er et portmanteau af de engelske ord spending (forbruge) og saving (spare). Spaving er blevet populariseret af onlinebutikker og sociale medier.
Spaving er blevet kritiseret for at være en finansiel faldgruppe, der får forbrugere til at købe mere end de har brug for og skabe overflødige indkøbsvaner.
Forbrugere benytter som følge af FOMO og tabsaversion. Forbrugere der benytter spaving i stort omfang kaldes spavers.